# Allen I. Olson

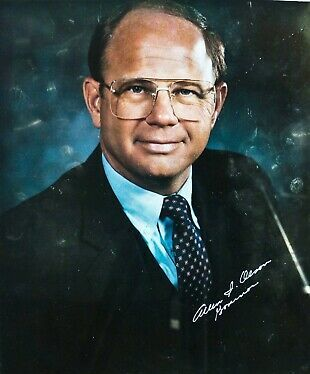
Allen I. Olson.

Allen Ingvar Olson, född 5 november 1938 i Rolla i North Dakota, är en amerikansk republikansk politiker. Han var guvernör i delstaten North Dakota 1981–1985.
Olson avlade juristexamen vid University of North Dakota och tjänstgjorde sedan i USA:s armé i Washington, D.C. och i Västtyskland. Efter militärtjänstgöringen återvände han till North Dakota och arbetade där som advokat. Han var delstatens justitieminister (Attorney General of North Dakota) 1973–1980.
Olson efterträdde 1981 Arthur A. Link som guvernör i North Dakota och efterträddes 1985 av George Sinner. Efter sin tid som guvernör var Olson verksam inom bankbranschen i Minnesota. President George W. Bush utnämnde honom år 2002 till International Joint Commission som avgör dispyter mellan USA och Kanada.